# 全国高等学校篮球选拔优胜大会
全国高等学校篮球选拔优胜大会（日语：全国高等学校バスケットボール選抜優勝大会），通称“冬季杯（ウインターカップ）”，是每年冬季在东京体育馆（过去在国立代代木竞技场）举办的日本高中生篮球大赛。
其从1971年开始举办，在2016年（第47届）举办了最后一届。其后在2017年的高中篮球赛制改革中该比赛改制为：全国高等学校篮球选手权大会（日语：全国高等学校バスケットボール選手権大会）。

## 日程
通常比赛日定在每年的12月23日至29日：
- 12/23 - 男子和女子第一轮
- 12/24 - 女子第二轮/男子第一轮
- 12/25 - 女子第三轮/男子第二轮
- 12/26 - 女子四分之一决赛/男子第三轮
- 12/27 - 女子半决赛/男子四分之一决赛
- 12/28 - 女子季军比赛和决赛/男子半决赛
- 12/29 - 男子季军比赛和决赛/闭幕式

## 记录

### 其他记录
- 最多出场
  - 男子组：能代工业（共出场46次）
  - 女子组：昭和学院（日语：昭和学院中学校・高等学校）（共出场39回）

- 最多优胜
  - 男子组：能代工业（共计20次优胜）
  - 女子组：樱花学园（日语：桜花学園高等学校）（共计21次优胜）

- 单场球队最高得分
  - 男子组：藤枝明诚（日语：藤枝明誠中学校・高等学校）（162分）（第39届大赛）
  - 女子组：樱花学园（139分）（第47届大赛）

- 单场球员最高得分
  - 男子组：藤井祐真（日语：藤井祐眞）（藤枝明诚）（79分）
  - 女子组：加藤贵子（日语：加藤貴子 (バスケットボール)）（富冈（日语：神奈川県立金沢総合高等学校））（51分）；长冈萌映子（札幌山之手（日语：札幌山の手高等学校））（51分）

## 应援歌曲
| 赛事年份 | 应援歌手          | 应援歌曲           |
| -------- | ----------------- | ------------------ |
| 1998年   | SIAM SHADE        | 《MONKEY SCIENCE》 |
| 1999年   |                   |                    |
| 2000年   |                   |                    |
| 2001年   |                   |                    |
| 2002年   |                   |                    |
| 2003年   |                   |                    |
| 2004年   |                   |                    |
| 2005年   |                   |                    |
| 2006年   |                   |                    |
| 2007年   |                   |                    |
| 2008年   |                   |                    |
| 2009年   | BREAKERZ          | SUPER-HI-TENSION!! |
| 2010年   | SDN48             | 《孤独的跑者》     |
| 2011年   |                   |                    |
| 2012年   | Song Riders       | 《ON FIRE》        |
| 2013年   | Song Riders       | 《NAKED》          |
| 2014年   | DOBERMAN INFINITY | 《99》             |
| 2015年   | KNOCK OUT MONKEY  | 《GOAL》           |
| 2016年   | KNOCK OUT MONKEY  | 《Do It》          |

## 相关词条
- 全日本大学篮球选手权大会（日语：全日本大学バスケットボール選手権大会）
- 全国高等学校综合体育大会篮球竞技大会
- 全国中学校篮球大会
- 全国高等学校综合体育大会足球竞技大会（日语：全国高等学校総合体育大会サッカー競技大会）
- 全國高等學校足球選手權大會